# عبد الله عكاشة
عبد الله عكاشة (مواليد القرن 19) هو ممثل مسرحي مصري. من مؤسسي فرقة عكاشة أخوان او زكي عكاشة وشركاه، أولاد عكاشه: عبد الله عكاشة و زكي عكاشة وعبد الحميد عكاشة، اهتم طلعت حرب بفرقة عكاشة أخوان فشكل منها فرقة تمثيلية باسم "شركة ترقيه التمثيل العربي"، تعمل على مسرح حديقة الأزبكية.
عبد الله عكاشة متزوج بالممثلة المصرية فيكتوريا موسى.